# Abderrahmane Youssoufi
Abderrahmane Youssoufi (Tânger, 8 de março de 1924 – Casablanca, 29 de maio de 2020) foi um político marroquino que ocupou o cargo de primeiro-ministro de seu país entre 1998 e 2002. Antes, trabalhou como advogado de direitos humanos.

## Morte
Morreu no dia 29 de maio de 2020 em Casablanca, aos 96 anos.